# 葛岘岭阻击战
葛岘岭，（谚文갈현리）位于朝鲜平安南道龍岡郡的一个山岭，1950年11月29日抗美援朝第二次战役期间，中國人民志願軍三十八军一一三师负责去龙源里阻击撤退的美军主力，一一三师三三七团一营一连尖刀二排的排长郭忠田在葛岘岭利用地形，做到零伤亡成功歼灭215名美军的战绩。
二排于11月28日凌晨抵达龙源里，郭忠田勘察地形，发现葛岘岭主峰虽为制高点，但地形空旷，容易成为美机的轰炸目标。而葛岘岭主峰北侧公路边有一小山包遮蔽条件良好，靠路一侧地势陡峭，美军装甲车辆难以翻越，小山包上有一块巨石，巨石下的石洞可以作为天然掩体，遂将阻击主阵地配置于此。

## 战后
郭忠田所在部队被命名为英雄排，此战的利用地形作战的战斗经验得到了中国人民志愿军司令部的大力表扬。